# Pierre Gassendi
Pierre Gassendi   (Champtercier, 22 de gener de 1592 - París, 24 d'octubre de 1655), va ser un filòsof, científic i matemàtic francès del segle xvii.

## Vida
Estudià teologia, grec i hebreu a Ais de Provença i es doctorà en teologia a Avinyó. El 1615 és ordenat sacerdot i anomenat canònic de la catedral de Dinha, ciutat a la que havia estudiat d'infant.
De 1616 a 1622 va ser professor de filosofia a la Universitat d'Ais de Provença, on va establir amistat amb Peiresc (del qui anys més tard escriuria una biografia) i amb Joseph Gaultier de la Vallette. Va haver d'abandonar el seu càrrec quan els jesuïtes van prendre el control de la Universitat, fent fora a tots els que no eren de l'orde.
Entre 1625 i 1630 va estar viatjant constantment per la Provença, Grenoble, París i Holanda, fins que es va assentar definitivament a Ais de Provença (1634-1641) i després a París (1641-1648). La mort del seu amic Peiresc, el va sumir en una profunda depressió, de la que no es va recuperar mai del tot, provocant-li un estat constant de mala salut.
El 1645 fou nomenat professor al Collège Royal (l'actual Collège de France) de París. Això no obstant, aviat es va veure forçat a deixar les classes per la seva mala salut. El 1648, en morir Mersenne, que l'havia recolzat en la seva controvèrsia amb Descartes, va tornar a la Provença, on semblava trobar-se millor.
El 1650 encara va participar en l'experiment del Puy de Dome, amb el que Blaise Pascal va demostrar la hipòtesi de Torricelli sobre la pressió atmosfèrica.
És conegut per haver tractat de reconciliar l'atomisme d'Epicur amb el pensament cristià. Fou amic de Thomas Hobbes, entusiasta de Galileo Galilei, Nicolau Copèrnic i Johannes Kepler, alhora que adversari del cartesianisme (va mantenir relació epistolar amb René Descartes, presentant-li les seves objeccions) i de l'aristotelisme escolàstic.

## Obra

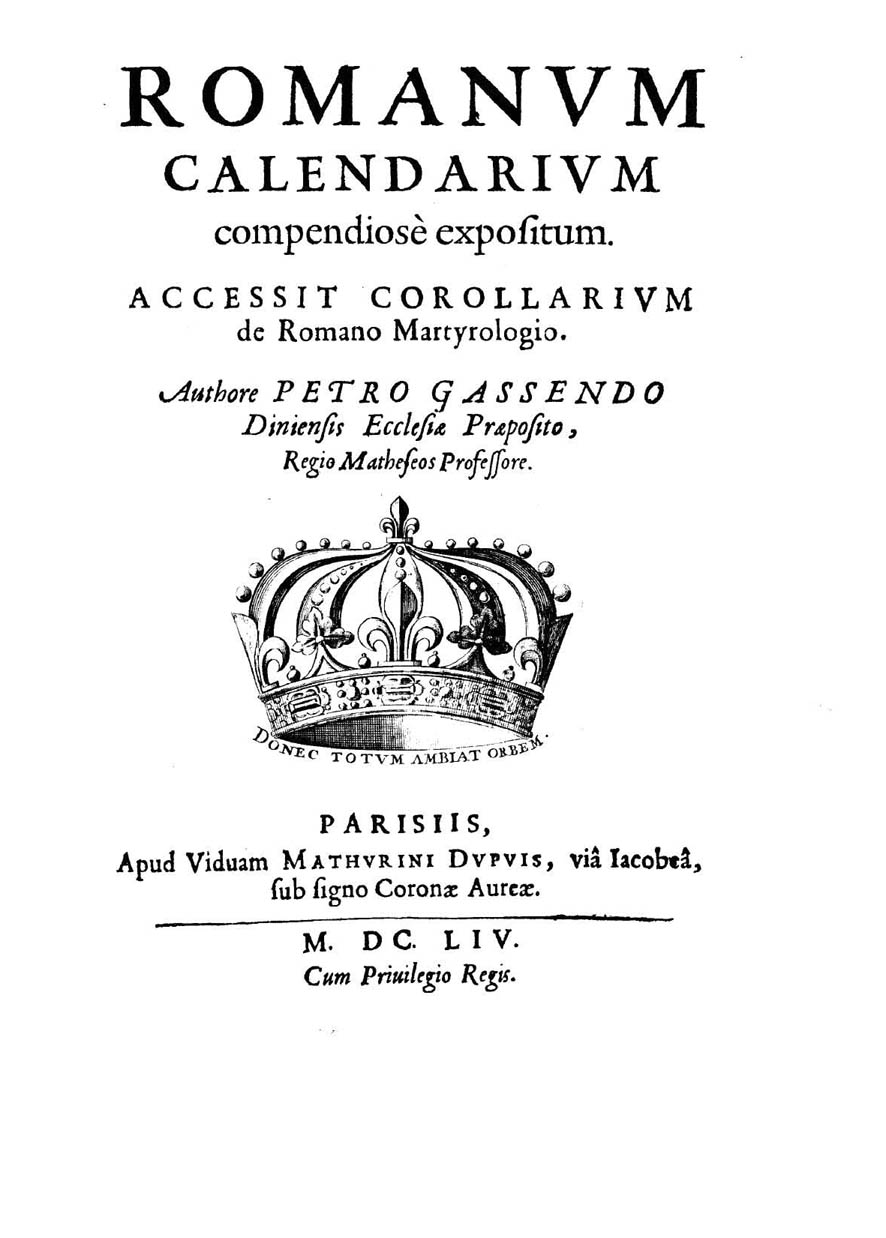
Romanum calendarium

Probablement el seu antiaristotelisme es va gestar mentre era un jove professor a Ais, perquè el seu primer llibre d'aquesta índole data dels anys justament posteriors a la separació d'aquella Universitat: Exercitationum paradoxicarum adversus Aristoteleos libri septem (Dissertacions en forma de paradoxa contra els aristotèlics), (Grenoble, 1624). En aquesta obra basa la seva refutació de l'aristotelisme en un escepticisme extrem de tipus pirrònic.
Més endavant, per substituir l'escepticisme extrem, va ressuscitar l'atomisme materialista d'Epicur i Lucreci.
Entre les seves obres destaquen les "Anotacions al desè llibre de Diògenes Laerci" i la "Disquisició metafísica".
- Tychonis Brahei, equitis Dani, Astronomorum Coryphaei, vitae Accessit Nicolai Copernici, Georgii Peurbachii, & Joannis Regiomontani, Astronomorum celebrium, Vita. Hagae Comitum (la Haia), Adriaan Vlacq, 1655.
- Œuvres complètes (6 vol.) editades pel seu amic i hereu Henri Louis Habert de Montmor, 1658.